# Ligas Rojas (El Salvador)
Die Ligas Rojas (1917 bis 1927) waren paramilitärische Verbände, in welchen die Meléndez-Quiñonez-Dynastie Indigenas in El Salvador organisierte.
Die Ligas Rojas wurden 1917 als vorgebliche Arbeiterorganisationen gegründet. Auch wenn ihr Name suggeriert, sie sei der erste Cousin der bolschewistischen Partei, wurden sie zur Manipulation der ausgebeuteten Schichten zu Gunsten des Establishments eingesetzt.
Die Organisation war eine Idee von Dr. Alfonso Quiñónez Molina, welcher der Schwager von Präsident Carlos Meléndez wurde.
Durch ihre Überlegenheit an Stimmen und Waffen halfen die Ligen bei der Wahl von Jorge Meléndez 1919.
Alvarenga Venutolo beschrieb 1996 die Indigenas als gute Verbündete der Meléndez Quiñónez.
Nach der Auflösung der Ligas Rojas stieg der Druck auf die lokalen indigenen Machtzentren.
Dies schwächte die Allianz zwischen den Indigenas und der Regierung. Venutolo beschreibt Versuche der Indigenen ihren mehrheitlich gewählten Kandidaten gegenüber den Ladinokandidaten durchzusetzen.
1923 wurden die Ligas Rojas genutzt, um den Schwager von Quiñónez Molina in das Präsidentenamt zu wählen.
Bei den Wahlen 1927 wurde im Municipio Nahuizalco, Pedro Mauricio, ein Nahua, zum Bürgermeister gewählt, die Ladinos fochten seine Wahl an und begründeten dies damit, dass Mauricio Analphabet sei.